# مستعر أعظم 2007bi
مستعر أعظم SN 2007bi أو SN 2007bi هو مستعر أعظم اكتشفه "المعمل الوطنى لورانس بيركلي "في 6 أبريل 2007 . وكان يحتل صدارة قائمة أشد المستعرات العظمى حتى تاريخ يونيو 2015 حيث اكتشف مستعر أعظم ASASSN-15lh الذي يفوقة في شدته أكثر من مرتين.
يبعد المستعر الأعظم SN 2007bi عنا نحو 7و1 مليار سنة ضوئية في مجرة قزمة، ويشاهد خلال كوكبة العذراء 
تقدر كتلة النجم المنفجر وقت انفجاره بنحو 200 كتلة شمسية. وتتكون نواته من الهيليوم وتقدر كتلتها بنحو 100 كتلة شمسية. تسبب الانفجار في تكوّن كمية هائلة من نظير النيكل المشع، نيكل-56، يقدر كتلتها بنحو 7 شموس.

## اقرأ أيضا
- مستعر أعظم
- مستعر أعظم ASASSN-15lh